# Goera fissa
Goera fissa är en nattsländeart som beskrevs av Georg Ulmer 1926. Goera fissa ingår i släktet Goera och familjen grusrörsnattsländor. Inga underarter finns listade i Catalogue of Life.